# Gestalt psihologija
Osrednji princip geštalt psihologije je, da človeški um predstavlja celoto (geštalt) oz. več kot vsoto vseh njegovih sestavnih delov (samo-organizirajočih pod-sistemov). 
Osrednjo frazo 'geštalt je več kot vsota sestavnih delov' nekateri (npr. psiholog Kurt Koffka) zavračajo in jo preoblikujejo v 'geštalt je nekaj drugega kot vsota njegovih sestavnih delov'. Bistvena razlika med geštalt psihologijo in tradicionalnim znanstvenim pristopom je, da geštalta ne moremo razbiti na njegove sestavne dele, ki bi jih lahko obravnavali ločeno. Konkretno, človeka ne moremo vzeti 'iz' njegovih družinskih odnosov in tako ne moremo njegovih npr. fobij,  obravnavati neodvisno  (Hufnagel 2011a, 57–63)
.